# Colonisation française de Saint-Domingue
Cet article court présente un sujet plus développé dans : Saint-Domingue (colonie française) et Histoire de la République dominicaine.
La colonisation française de Saint-Domingue est, dans l'histoire de la République dominicaine, la période à partir de la cession du territoire de la Capitainerie générale de Saint-Domingue (actuelle République dominicaine) par l'Espagne à la Première République française à la suite du traité de Bâle en 1795, jusqu'à la création de l'España Boba en 1809.
Cette période est appelée localement Era de Francia (« Période française ») et en anglais le French Santo Domingo (« Saint-Domingue français »).

## Histoire
En 1791, deux ans après le début de la Révolution française, une insurrection des esclaves éclate dans la partie occidentale, obligeant les Français à abolir l'esclavage, d'abord localement en 1793, puis dans l'ensemble des colonies du royaume l'année suivante. À partir de 1794, Toussaint Louverture s'impose comme chef de la rébellion jusqu'à se faire nommer gouverneur à vie de Saint-Domingue. En 1801, il arrive dans la ville de Saint-Domingue pour y proclamer l'abolition de l'esclavage au nom de la République française.

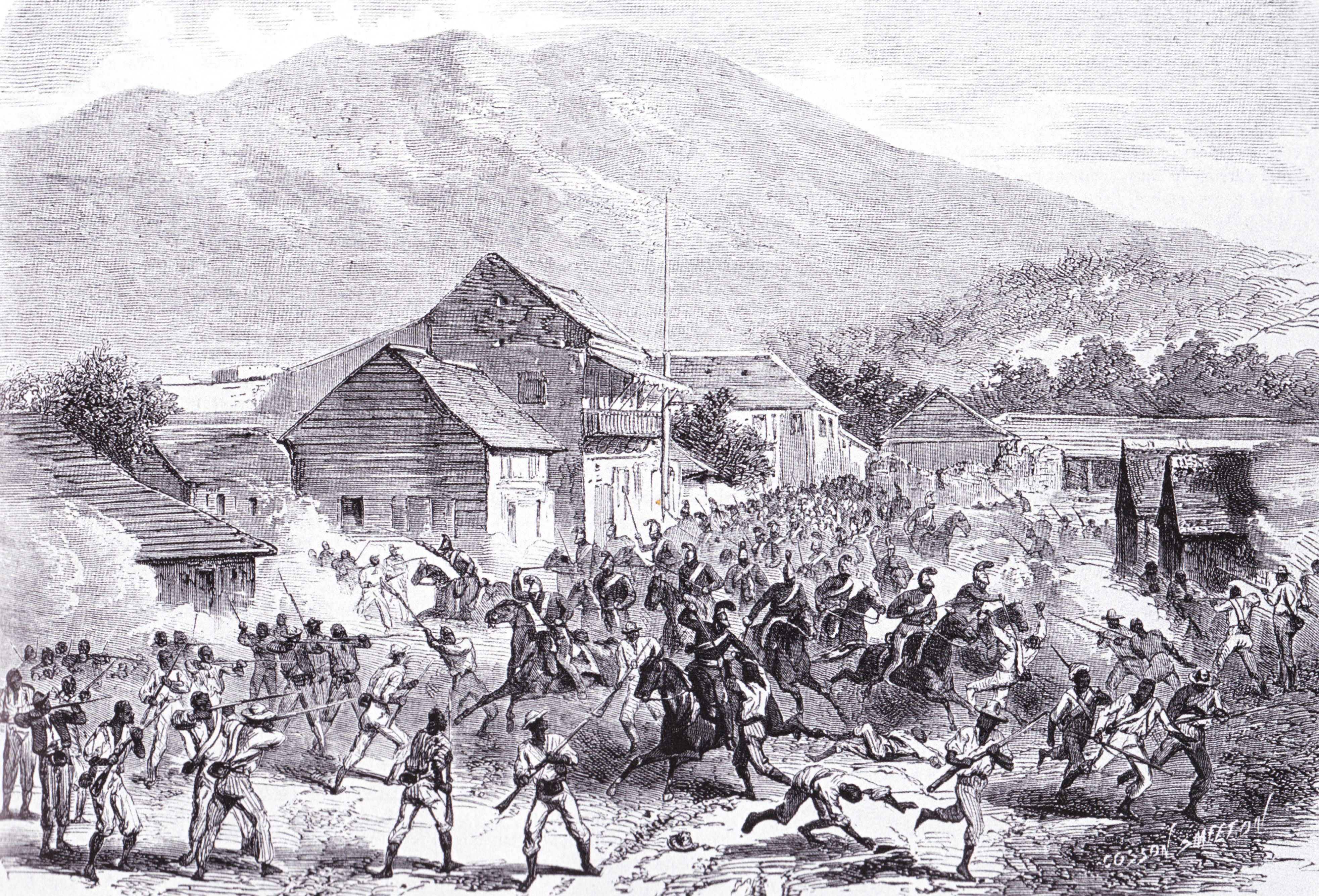
Troupes françaises de l'expédition Leclerc attaquant les insurgés haïtiens.

En 1802, décidé à mettre un terme au projet d'autonomie, le premier consul Napoléon Bonaparte envoie un corps expéditionnaire à Saint-Domingue afin de rétablir l'autorité de la métropole. Une fois les troupes françaises arrivées sur l'île, le général Jean-Louis Ferrand rétablit l'esclavage dans la partie espagnole,, comme Napoléon l'avait annoncé en 1800.
Côté occidental, Toussaint Louverture finit par être neutralisé et Napoléon donne l'instruction au général Leclerc de rétablir l'esclavage également dans la partie occidentale. Ce dernier procède au désarmement de la population, qu'il met en œuvre à grand renfort d’exécutions sommaires, asphyxie au soufre, noyades, molosses, déportations,. Les officiers de couleur encore fidèles à la France, se retournent alors contre la puissance coloniale et rejoignent les insurgés. À la bataille de Vertières en novembre 1803, les armées françaises sont définitivement battues. Au total, plus de 20 000 soldats français trouvent la mort lors de cette expédition. Rochambeau, le successeur de Leclerc, ordonne l'évacuation de la partie occidentale qui, en 1804, déclare son indépendance sous le nom d'Haïti.

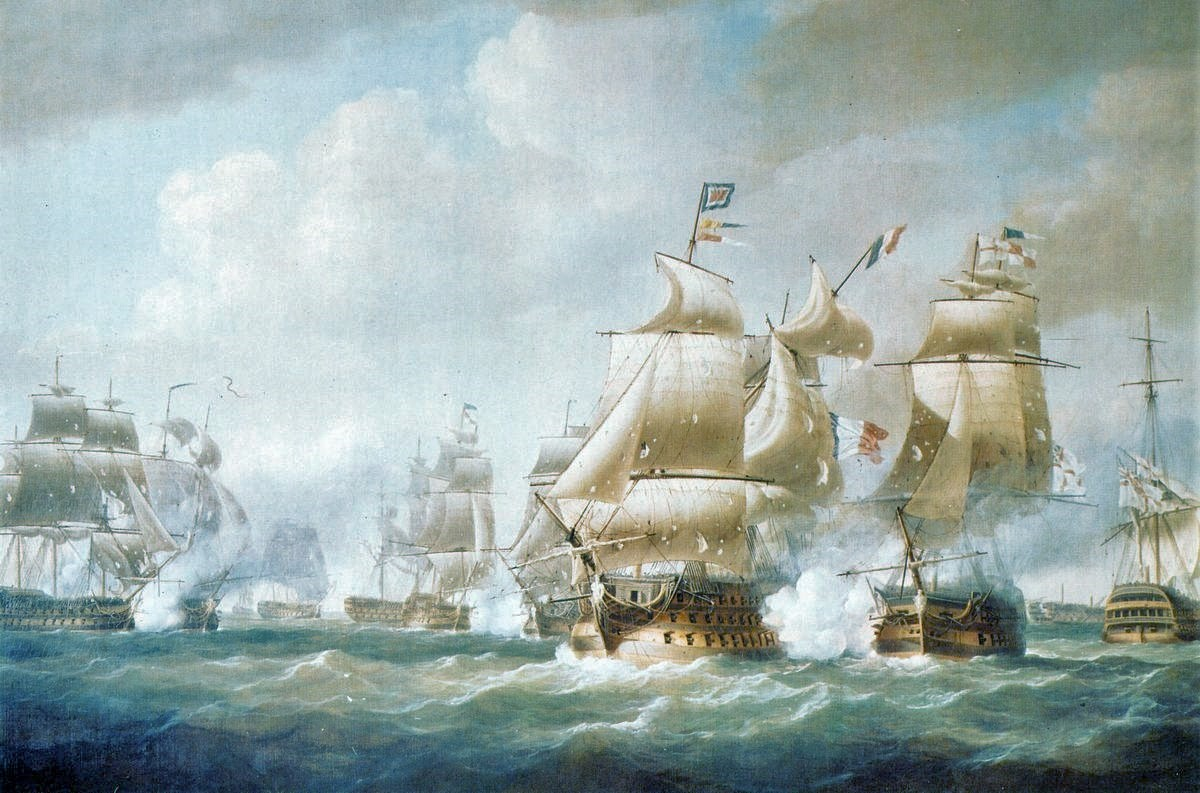
Navires français et britanniques lors de la bataille de Saint-Domingue (Destruction de l'escadre française de l'amiral Leissègues à Santo-Domingo - 6 février 1806, peinture par Nicholas Pocock).

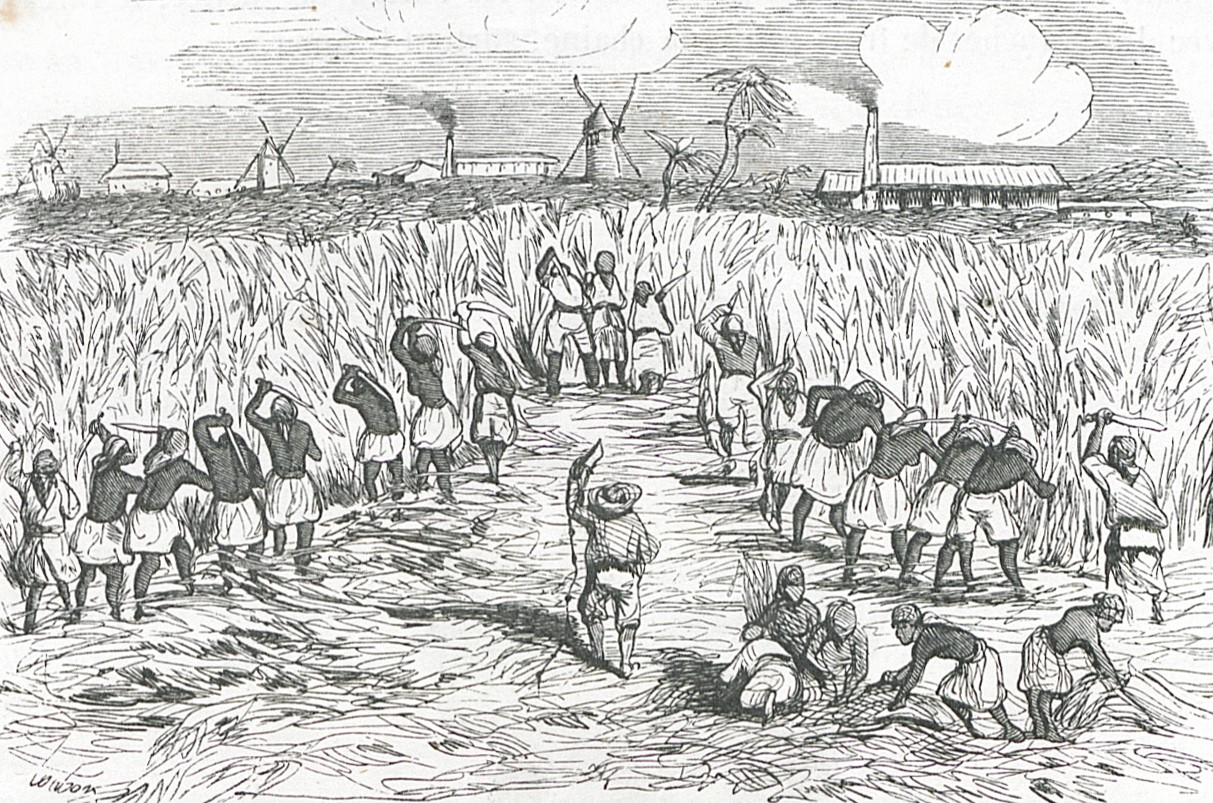
Esclaves coupant la canne dans une plantation coloniale.

En revanche, une présence militaire de 2 000 hommes, sous les ordres des généraux Jean-Louis Ferrand et de Kerversau, subsiste encore pendant quatre ans dans la partie de l'Est. Comme l'esclavage y a été rétabli depuis 1802, beaucoup de colons espagnols reviennent. Le général Jean-Louis Ferrand décide aussi le lancement de grandes plantations sucrières avec des maîtres français. Il fait venir 10 000 esclaves pour développer l'économie de plantation dans l'est de l'île, et autorise les planteurs à aller capturer des noirs dans la partie occidentale, ce qui déclenche une expédition punitive de Dessalines. Barricadé dans la forteresse de la capitale, il résiste à l'attaque. Les renforts qu'il reçoit de France sont anéantis à la bataille de San Domingo de 1806 par la flotte de John Thomas Duckworth, gouverneur de la Jamaïque.
À la rupture entre la France et l'Espagne, le gouverneur de Porto Rico fomente une insurrection. Le 7 novembre 1808, Ferrand, à la tête de 500 soldats, est attaqué par plus de 2 000 rebelles près de Palo Hincado. Le premier choc est terrible. Rapidement la cavalerie ennemie déborde les deux ailes de la colonne française, rompant les rangs. Les milices espagnoles se mutinent en plein combat et les Piémontais désertent les rangs de la « Légion du Cap ».
La plupart des officiers et des soldats sont tués et le reste mis en fuite. Ferrand cherche à gagner la capitale avec un groupe d'officiers, mais en chemin, réduit au désespoir, il se tire une balle dans la tête avec son pistolet. Le général Joseph-David de Barquier lui succède et se barricade à son tour dans la forteresse, dont il doit négocier l'évacuation française en juillet 1809.